# Amphicnaeia piriana
Amphicnaeia piriana är en skalbaggsart som beskrevs av Martins och Maria Helena M. Galileo 2001. Amphicnaeia piriana ingår i släktet Amphicnaeia och familjen långhorningar.
Artens utbredningsområde är Venezuela. Inga underarter finns listade i Catalogue of Life.